# 西亚卡·史蒂文斯
西亚卡·普罗宾·史蒂文斯（法語：Siaka Probyn Stevens，1905年8月24日—1988年5月29日），第3任塞拉利昂总理（1967年到1985年）、第1任塞拉利昂总统（1971年到1985年）。
史蒂文斯和他的全人民大会党赢得了竞争激烈的1967年大选，战胜了在任总统阿尔伯特·马尔盖爵士率领的塞拉利昂人民党。1971年4月，史蒂文斯将塞拉利昂立为共和国，在塞拉利昂议会通过宪法的第二天成为总统。在他上任前，法官克里斯托弗·奥科罗·科尔曾宣誓就任，后为了给史蒂文斯铺平道路，于第二天辞职。
史蒂文斯于1980年7月1日到1981年6月24日担任非洲统一组织主席，也参与了塞拉利昂、利比里亚和几内亚三国经济联盟马诺河联盟的设计。
史蒂文斯于1985年11月28日任期结束时退休。在敦促所有其他潜在继任者退位后，他选择塞拉利昂武装部队司令官约瑟夫·赛义德·莫莫少将接任他。